# Franz Held
Franz Held, född den 6 maj 1948 i Passau i Tyskland, är en västtysk roddare.
Han tog OS-brons i fyra utan styrman i samband med de olympiska roddtävlingarna 1972 i München.